# Giorgi Kruashvili
Giorgi Kruashvili, (in georgiano გიორგი ყრუაშვილი?) (29 maggio 1986), è un arbitro di calcio georgiano.

## Carriera
Ha debuttato in Erovnuli Liga il 7 agosto 2016, arbitrando il match tra Chik. Sachkhere e Dinamo Tbilisi. A livello internazionale ha esordito il 10 ottobre 2017 dirigendo l'incontro valido per le qualificazioni al campionato mondiale di calcio 2018 - UEFA tra Grecia e Gibilterra